# Mauricio Serna
Mauricio Serna (Medellín, 22 januari 1968) is een voormalig profvoetballer uit Colombia. Hij speelde als middenvelder en luisterde naar de bijnaam "Chicho".

## Clubcarrière
Serna begon zijn carrière bij Deportivo Pereira en stapte na één seizoen over naar Atlético Nacional. Vanaf 1997 speelde hij onder meer in Argentinië. Hij was vooral succesvol met Boca Juniors. Met die Argentijnse club won hij drie landstitels, twee keer de Copa Libertadores en één keer de wereldbeker voor clubteams. Hij speelde in totaal 52 duels (drie goals) in de Copa Libertadores. Serna beëindigde zijn loopbaan in 2005.

## Interlandcarrière
Serna speelde 51 officiële interlands voor Colombia in de periode 1993-2001, en scoorde twee keer voor de nationale ploeg, beide keren vanaf de strafschopstip. Onder leiding van bondscoach Francisco Maturana maakte hij zijn debuut in de vriendschappelijke uitwedstrijd tegen Venezuela (0-0) op 24 februari 1993, net als Víctor Aristizábal, Geovanis Cassiani, Víctor Pacheco en Hernán Gaviria. Hij moest in dat oefenduel na de eerste helft plaatsmaken voor collega-debutant Gaviria. Serna nam met Colombia onder meer deel aan het WK voetbal 1994 en het WK voetbal 1998.
| Interlanddoelpunten | Interlanddoelpunten | Interlanddoelpunten | Interlanddoelpunten | Interlanddoelpunten | Interlanddoelpunten | Interlanddoelpunten | Interlanddoelpunten |
| №                   | Datum               | Locatie             | Wedstrijd           | Goal(s)             | Score               | Uitslag             | Wedstrijd           |
| ------------------- | ------------------- | ------------------- | ------------------- | ------------------- | ------------------- | ------------------- | ------------------- |
| 1                   | 10/11/1996          | La Paz              | Bolivia – Colombia  | 39' (pen.)          | 1 – 1               | 2 – 2               | WK-kwalificatie     |
| 2                   | 02/04/1997          | Asunción            | Paraguay – Colombia | 55' (pen.)          | 1 – 1               | 2 – 1               | WK-kwalificatie     |

## Erelijst
Atlético Nacional
- Copa Mustang

1991, 1994
 Boca Juniors
- Primera División

1998 (A), 1999 (C), 2000 (A)
- Copa Libertadores

2000, 2001
- Copa Intercontinental

2000

## Na het voetbal
In 2017 werd bekend dat Serna wordt verdacht van het witwassen van drugsgeld.